# Финкенштейн, Карл Вильгельм фон
Карл Вильгельм Финк фон Финкенштейн (нем. Karl Wilhelm Finck von Finckenstein; 11 февраля 1714, Магдебург — 3 января 1800, Стокгольм) — граф из рода Финк фон Финкенштейн, друг юности короля Пруссии Фридриха Великого. Прусский министр.

## Биография
Карл Вильгельм Финк фон Финкенштейн — сын Альбрехта Конрада Финк фон Финкенштейна, генерал-фельдмаршала и гувернёра кронпринца Фридриха, младший брат генерал-лейтенанта Фридриха Людвига Финк фон Финкенштейна и отец главы прусского правительства Фридриха Людвига Карла Финк фон Финкенштейна. Учился в Женеве и после путешествий по Франции и Голландии в 1735 году был принят на прусскую государственную службу в ранге дипломатического советника и направлен послом в Стокгольм.
Фридрих Великий доверял другу юности и направил его сначала послом Пруссии к датскому двору, затем в 1742 году — в Англию, в 1744 году — вновь в Швецию, куда вышла замуж сестра Фридриха Луиза Ульрика. В 1747 году Финк фон Финкенштейн получил звание государственного министра и был назначен послом в Россию. С 1744 года Финкенштейн состоял почётным членом Прусской академии наук.
В 1749 году Карл Вильгельм Финк фон Финкенштейн был назначен кабинет-министром и вошёл в самый близки круг советников короля. Во время Семилетней войны король консультировался у Финкенштейна по всем вопросам и в самых сложных ситуациях. Тайной инструкцией от 11 января 1757 года Фридрих Великий назначил министра Финкенштейна управлять государством в случае своей смерти или пленения.
После смерти графа Подевильса Финкенштейн управлял иностранными делами Пруссии. В 1763 году его на этом посту сменил Эвальд Фридрих фон Герцберг, но и после этого сохранил своё влияние на короля. Финкенштейн до самой смерти Фридриха II оставался его другом, а затем верно служил Фридриху Вильгельму II и Фридриху Вильгельму III.
Граф Финк фон Финкенштейн был женат на Софии Генриетте Сузанне Гильгенбург. У супругов родилось шестеро детей. Карл Вильгельм Финк фон Финкенштейн изображен на постаменте конной статуи Фридриха Великого на Унтер-ден-Линден в Берлине.

## Награды
- Орден Чёрного орла (21 мая 1762)[1][2]
- Орден Святого Иоанна Иерусалимского командорский крест (23 августа 1776); старейшина ордена (Senior), командор и ландвогдт[нем.] в Шивельбайне[3]
- Орден Красного орла (1792, как кавалер орден Чёрного орла)

## Сочинения
- Memoire pour justifier la conduite du Roy contre les fausses imputations de la Cour de Saxe. Berlin 1756.
- Rechtfertigung des Betragens Sr. Königlichen Majestät in Preußen gegen die Höchst Deroselben von dem Chur-Sächsischen Hofe gemacht falsche Beschuldigungen. Dasselbe auf Deutsch.
- Das gerechtfertigte Betragen Sr. Königl. Majestät in Preussen gegen die falsche Beschuldigungen des Dreßdenschen Hofes. 1756